# Ethioterpia marmorata
Ethioterpia marmorata är en fjärilsart som beskrevs av Antonius Johannes Theodorus Janse 1940. Ethioterpia marmorata ingår i släktet Ethioterpia och familjen nattflyn. Inga underarter finns listade i Catalogue of Life.